# Sagrat Cor (Torrefeta i Florejacs)
El Sagrat Cor és una obra de Torrefeta i Florejacs (Segarra) inclosa a l'Inventari del Patrimoni Arquitectònic de Catalunya.

## Descripció
És un pilar o obelisc o monòlit amb la imatge, consagrat o dedicat a l'advocació del Sagrat Cor de Maria, té un 10 metres d'alçada per uns 3 metres d'ample. Hi ha diverses plaques amb dedicatòries. A la cara nord hi posa: "CORAZON DE JESUS EN VOS CONFIO". A la cara oest hi posa:"PER TU VAIG DONAR LA VIDA I SOLS ET DEMANO QUE M'ESTIMIS, ESTIMAM GERMA MEU I VIURAS ETERNAMENT". A la cara sud hi posa: " RAMON I ROSA AL SAGRAT COR MCMXXIII". Ia la cara est hi posa: "OMNIPOTENT DEU GUARDEU DE MAL ELS HABITANS D'AQUESTES ENCONTRADES FRUITS DEL CAMP I FEU QUE L'AMOR A VOS ENS UNEIXI A TOTS". S'hi arriba per un camí que hi ha davant del Mas Ramon. S'ha d'entrar dins d'un camp de blat.